# 田野广场
田野广场（Piazza del Campo）是意大利中部托斯卡纳大区锡耶纳的主要广场，也是欧洲最大的中世纪广场之一。环绕广场排列着市政厅、曼吉亚塔楼（Torre del Mangia）和各种各样的贵族府邸。

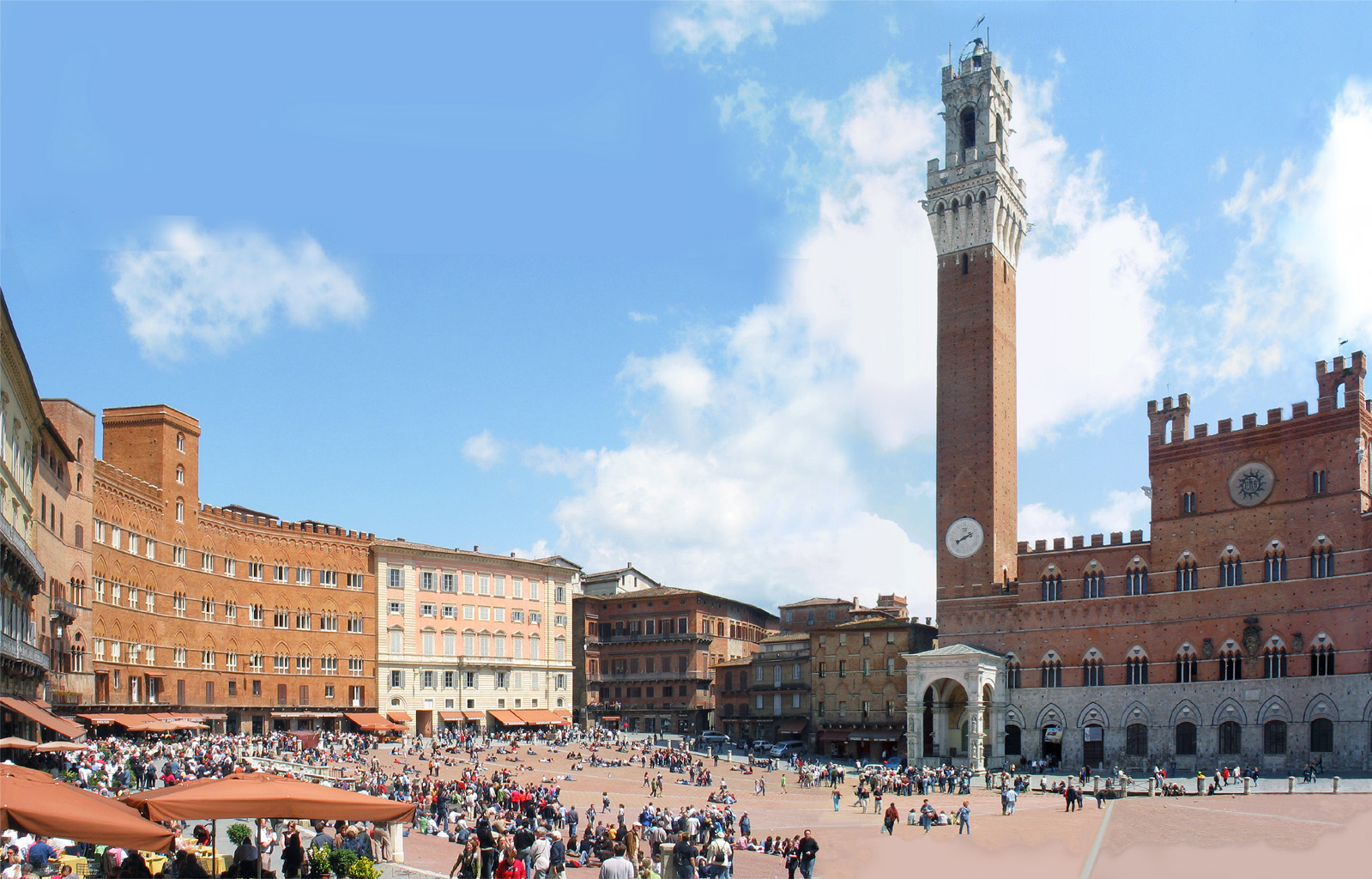
田野广场

田野广场是建于13世纪以前的集市，建在三条山脊（Castellare、San Martino、Camollia）汇合处附近的山坡。1349年，广场铺上了鱼骨图案的红砖，从市政厅前面中央排水渠口发出9条石灰华线。9这个数字是象征在1292年到1355年统治锡耶纳的九人统治。田野广场仍是该市公共生活的中心。从有11条狭窄的街道放射到全城。
广场上的贵族府邸，居住着Sansedoni、皮科羅米尼、Saracini等家族，具有和谐一致的屋顶轮廓线，与在距锡耶纳不远处的圣吉米尼亚诺仍可见到的早期tower house — 冲突的象征 — 形成对照。锡耶纳的法令规定，“...要对应于锡耶纳市的美丽，让几乎所有人满意，所有沿街新建的大厦...要与已有建筑物一致，在建的建筑物不要突出于其他建筑，但可以相应地安排布置，如此达成该市最美的效果。”
这些后期哥特式房屋的和谐一致部分是由于它们具有同样的墙砖：制砖业是该市的专利，保持一定标准。

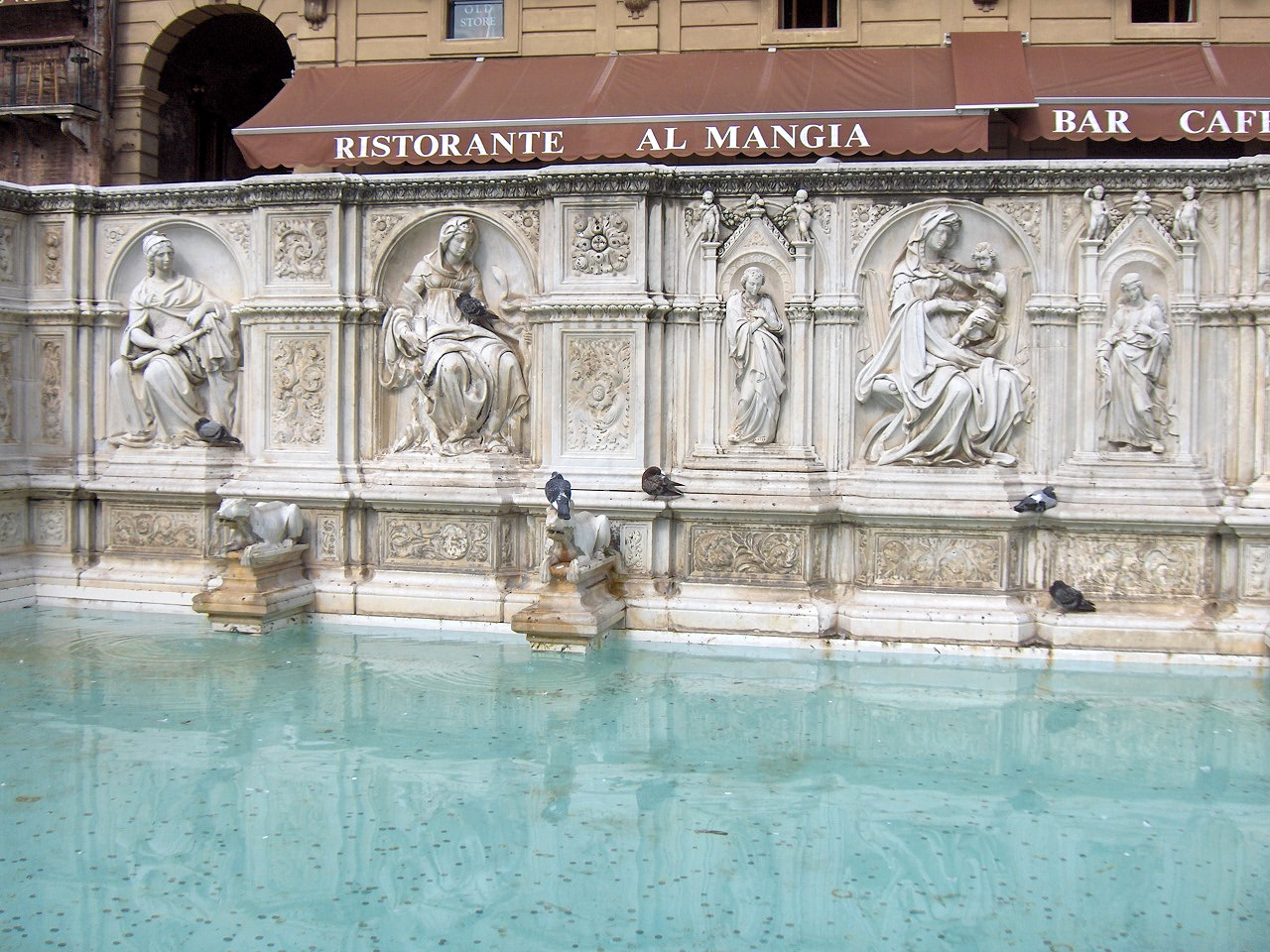
欢乐喷泉

欢乐喷泉（Fonte Gaia）完成于1419年，往市中心引水系统的终点，取代完成于1342年的喷泉。在九人委员会指导下，修建了漫长的隧道引水到喷泉，然后再排往周围的原野。现在的喷泉吸引了许多游客，呈矩形，三面装饰以许多浅浮雕。白色大理石欢乐喷泉最初由Jacopo della Quercia设计建造。
在市政厅的下面是后期哥特式圣母小教堂，建于1348年可怕的黑死病结束后。
一年两度著名的赛马（Palio），在广场的边缘举行。

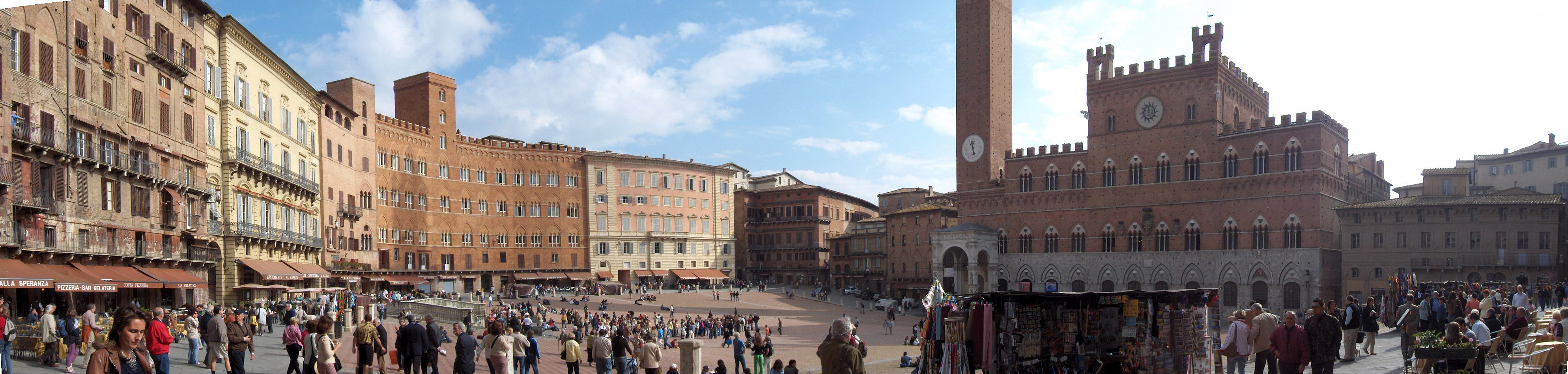
广场全景